# Dalton (Hambleton)
Dalton – wieś w Anglii, w hrabstwie North Yorkshire, w dystrykcie (unitary authority) North Yorkshire. Leży 30 km na północny zachód od miasta York i 308 km na północ od Londynu.